# Alpha (komiks)
Alpha – belgijska seria komiksowa autorstwa Pascala Renarda (scenariusz tomów 1–2), Mythica (scenariusz do tomów 3–11), Youria Jigounova (rysunki do tomów 1–12, scenariusz od tomu 11.) i Christiana Lamqueta (rysunki od tomu 12.). W oryginale francuskojęzycznym serię wydaje Le Lombard. Po polsku ukazało się sześć pierwszych tomów nakładem Egmont Polska.

## Fabuła
Utrzymana w konwencji opowieści szpiegowskiej i thrillera politycznego seria opowiada o agencie specjalnym CIA o pseudonimie Alpha. Na zlecenie rządu amerykańskiego rozpracowuje on byłych agentów KGB, którzy mimo zakończenia zimnej wojny nadal rywalizują z agentami amerykańskimi.

## Tomy
| Tom | Tytuł i rok wydania polskiego | Tytuł i rok wydania oryginalnego |
| --- | ----------------------------- | -------------------------------- |
| 1   | Wymiana (2002)                | L'Échange (1996)                 |
| 2   | Klan Bogdanowa (2002)         | Clan Bogdanov (1997)             |
| 3   | Zapłata dla wilków (2002)     | Le Salaire des loups (1998)      |
| 4   | Lista (2001–2002)             | La Liste (1999)                  |
| 5   | Sankcje (2003)                | Sanctions (2000)                 |
| 6   | Emisariusz (2004)             | L'Émissaire (2002)               |
| 7   |                               | Snow white, 30 secondes! (2003)  |
| 8   |                               | Jeux de puissants (2004)         |
| 9   |                               | Scala (2006)                     |
| 10  |                               | 10 Mensonges (2007)              |
| 11  |                               | Fucking Patriot (2009)           |
| 12  |                               | Petit tour avec Malcolm (2013)   |
| 13  |                               | Le Syndrome de Maracamba (2015)  |
| 14  |                               | Dominos (2019)                   |
| 15  |                               | Roadies (2020)                   |
| 16  |                               | Sherpa (2021)                    |
| 17  |                               | Liberty Ship (2022)              |
| 18  |                               | Drones (2023)                    |
| 19  |                               | Mr Washington (2024)             |